# Siphonotus elegans
Siphonotus elegans är en mångfotingart som beskrevs av Pocock 1894. Siphonotus elegans ingår i släktet Siphonotus och familjen koppardubbelfotingar. Inga underarter finns listade i Catalogue of Life.